# Jezabel (web-série)
Pour les articles homonymes, voir Jezabel (homonymie).
Jezabel est une web-série dramatique musicale créée par Julien Capron, produite par Bridges, dirigée par Eric Pellegrin et réalisée par Julien Bittner. Les quatre épisodes pilotes ont été mis en ligne sur YouTube le 9 juin 2015. Cette première saison a été sélectionnée dans plusieurs festivals du web et a attiré l'attention des Nouvelles Écritures de France Télévisions et du département Webcréation de la RTBF. Les deux diffuseurs publics coproduisent une saison 1 en 2016.
La série est centrée sur Jezabel (Hélène Kuhn), une musicienne muette en proie à une rupture amoureuse difficile. Mais sa vie change lorsqu'elle reçoit une proposition de contrat d'une grande maison de disques.

## Synopsis
Jezabel (Hélène Kuhn), 19 ans, est née avec une malformation des cordes vocales. Jezabel est muette. Jouer de la musique est son seul moyen de faire entendre la voix qu’elle n'a pas.

## Distribution
| Acteur                 | Personnage(s)    | Saisons           |
| ---------------------- | ---------------- | ----------------- |
| Hélène Kuhn            | Jezabel          | Toutes (régulier) |
| Leon Garel             | Hugo             | Toutes            |
| Eloïse Genêt           | Bernie           | Toutes            |
| Moussa Sylla           | Antoine          | Toutes            |
| Bertrand Usclat        | David            | Toutes            |
| Martin Nissen          | Fab              | Saison 1          |
| Carole Trevoux         | Sibylle Martet   | Saison 1          |
| Jean-Pierre Froidebise | Le vieux rockeur | Saison 1          |
| Claire Caron           | Doublage guitare | Saison 1          |

## Production
La websérie est initiée par la boîte de production parisienne Bridges dirigée par Eric Pellegrin et financée grâce à l'aide du CNC et de la SACEM. Les quatre épisodes pilotes (intitulés "prequel" ont été présentés aux Cross Video Days ainsi que dans plusieurs festivals du web). Les diffuseurs publics France Télévisions et RTBF rejoignent le projet pour coproduire une saison 1 de 11 épisodes.

### Prequel (2015)
Le pilote est composé de 4 épisodes de 5 minutes diffusés sur YouTube à partir du 9 juin 2015.

### Saison 1 (2016)
À la suite de ces épisodes pilotes, une première saison de 11 épisodes est commandée par la RTBF et France Télévisions. Elle est tournée à l'automne 2016 entre la France (Hauts-De-France) et la Belgique (Ostende). La RTBF la diffuse sur sa plateforme RTBF Auvio à partir du 26 janvier 2017.

## Récompenses
- Festival de la fiction de La Rochelle 2014 : "Meilleur jeune espoir féminin" pour Hélène Kuhn[4]
- Roma Web Fest 2015 : "Prix spécial"[5]
- Melbourne WebFest 2017 : "Meilleure actrice principale" pour Hélène Kuhn[6]
- Melbourne WebFest 2017
- Melbourne WebFest 2017
- Sicily Web Fest 2017 : "Meilleur drame"[7]
- Tuscany Web Fest 2017 : "Meilleure web série internationale"[8]
- Raindance WebFest 2017 : "Meilleure série internationale"
- Raindance WebFest 2017 : "Meilleure actrice principale" pour Hélène Kuhn[9]
- Bilbao Web Fest 2017 : "Meilleure bande originale"[10]
- Bilbao Web Fest 2017 : Meilleur drame"
- Bilbao Web Fest 2017 : "Meilleure actrice"
- New York City Web Fest 2017 : "Meilleur montage" pour Angelos Angelidis
- New York City Web Fest 2017 : "Meilleure web série en langue étrangère"[11]
- New Zealand Web Fest 2017 : "Meilleure actrice" pour Hélène Kuhn[12]
- Roma Web Fest 2017 : "Meilleure websérie à thème social"[13]
- HollyWeb Festival 2018 : "Meilleure série internationale"[14]
- Miami Web Fest 2017 : "Meilleur drame"
- Austin Web Fest 2017 : Meilleur drame"
- Kweb Fest 2017 : "Meilleur drame"
- Seriesland3 2017 : "Meilleure bande originale"
- Marble Award 2015 - Libération : "Meilleur drame"
- Vancouver WebFest 2018 : "Meilleure actrice"
- Vancouver WebFest 2018 : "Meilleur drame"